# سمير سرور
إسماعيل يحيى محمد سرور (26 أبريل 1933 - 31 مايو 2003) هو عازف مصري، بدأ مشواره في الخمسينات اشتهر في وسطه الفني بلقب «عاشق الساكس».

## حياته
ولد في 26 أبريل 1933 في قريه كفر نعمان مركز ميت غمر محافظة الدقهلية، بدأ حياته الفنية بالموسيقي العسكرية إلي أن تعرف عليه بليغ حمدي بشارع محمد علي وكان أول من قدمة على الساحة الفنية.

## مسيرته
قام سمير سرور بتعديل لآلة الساكسفون لتصبح أول ساكسفون يعزف نغم شرقي (الربع تون)، وقد كان قاسم مشترك في جميع الحان بليغ حمدي تحديداً وقد عزف خلف جميع كبار المطربين بدءاً من أم كلثوم وفايزة أحمد ونجاة الصغيرة وعبد الحليم الذي اتاح له فرصة العزف المنفرد للجمهور في كثير من حفلاته وبعد نهاية مطربين الزمن الجميل اختفى عن الساحة الفنية. ولكن عاد مرة اخري بعد ان تعاون مع عمرو دياب في اوائل التسعينات الذي كان من ابرز العازفين في فرقتة الموسيقية واشهرهم لتعود مرة اخري اسطورة سمير سرور وقدم وقتها ستة شرائط موسيقية بأسم عاشق الساكس وبعدها انتشر الساكسفون في معظم أغنيات التسعينات انتشار النار في الهشيم وظل سمير سرور في الوسط الفني حتى قبل وفاته بأيام.
أما آلة الساكسفون التي كان يمكلها فقد كانت أغلى آلة في وقتها حيث أهداه اياها أحد الأثرياء وكانت من الذهب الخالص وتوفي في 31 مايو 2003 عن عمر يناهز 70 عاما.

## أعماله
الالبوم الأول:-
- زى الهــــــوا - الحان بليــغ حمــدى
- جانــا الهــوا - الحان بليــغ حمــدى
- ياوحشــــــنى - الحان فـريد الاطــرش
- اسمر ياسمرانى - الحان كمال الطويــل
- بتسأل ليه على - الحان فــؤاد حلمــى
- ســـــــــواح - الحان بليــغ حمــدى

1. عالحلوة والمرة
2. على حسب وداد
3. ألف ليلة وليلة
4. انا بستناك
5. انا هنا
6. اسمر يا اسمراني
7. أول مرة
8. بعيد عنك
9. بتسأل ليه علية
10. الهوى هوايا
11. التوبة
12. الويل الويل
13. إنت عمري
14. جانا الهوى
15. حيرت قلبي معاك
16. هي دي هي
17. خسارة
18. لاموني الناس
19. ليه خلتني احبك
20. على قد الشوق
21. مكسوفة
22. موعود
23. شرقي
24. قولوله
25. رسالة من تحت الماء
26. سواح
27. سيرة الحب
28. تخونوه
29. وحياتك يا حبيبي
30. يا واحشني
31. زي الهوى
32. اسبقني يا قلبي
33. يا خولي الجنينة (ياحسن)
34. ليلة حب
35. اموت في حبه انا
36. مقادير
37. حبيبي وعينيه
38. زينة
39. سلامات
40. كلمة عتاب
41. اعمال الفنان الاردني نايف الزعبي
42. حسيبك لليالي
43. ليه طولتم
44. هو عمر